# Spoorlijn Barisey-la-Côte - Frenelle-la-Grande-Puzieux
De Spoorlijn Barisey-la-Côte - Frenelle-la-Grande-Puzieux was een Franse spoorlijn van Barisey-la-Côte naar Frenelle-la-Grande. De lijn was 34,8 km lang en heeft als lijnnummer 041 000.

## Geschiedenis
De spoorlijn werd door de Chemins de fer de l'Est geopend op in twee gedeeltes, van Barisey-la-Côte naar Favières op 31 december 1881 en van Favières naar Frenelle-la-Grande-Puzieux op 30 juni 1883. 
Personenvervoer op de lijn werd opgeheven op 15 mei 1939. In 1954 werd het gedeelte tussen Favières en Frenelle-la-Grande-Puzieux gesloten, in 1993 tussen Colombey-les-Belles en Favières. Vanwege een de aansluiting van de Luchtmachtbasis Nancy-Ochey, opgebroken in 2011, is het gedeelte van Barisey-la-Côte tot aan de aansluiting bij Colombey-les-Belles nog aanwezig en buiten gebruik.

## Aansluitingen
In de volgende plaatsen was er een aansluiting op de volgende spoorlijnen:
Barisey-la-Côte
RFN 032 000, spoorlijn tussen Culmont-Chalindrey en Toul
Frenelle-la-Grande-Puzieux
RFN 040 000, spoorlijn tussen Jarville-la-Malgrange en Mirecourt